# Francesc de Paula Sánchez i Gavagnach

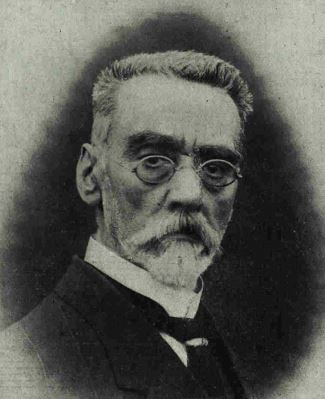
Francesc de Paula Sánchez i Gavagnach

Francesc de Paula Sánchez i Gavagnach (Vorname Francesc de Paula nach Franz von Paola; * 16. Februar 1845 in Barcelona; † 12. September 1918 ebenda) war ein spanischer Komponist der Romantik.

## Leben und Werk
Auf Wunsch seiner Eltern schlug Francesc de Paula Sánchez zunächst eine Laufbahn als Philologe ein. 1853 trat er aber ins Conservatori del Liceu ein und studierte bei Gabriel Balart Komposition. Von 1869 bis 1871 setzte er seine Studien bei Daniel Auber in Paris fort. Die Ereignisse um die Pariser Kommune zwangen ihn, nach Barcelona zurückzukehren.
1865 komponierte er auf ein Libretto seines Vaters die Oper Rahabba. Die Uraufführung 1867 im Teatre del Liceu verlief so gut, dass er bald zwei weitere Opern, Giuseppe und La Ghironde, komponierte. 1881 führte er seine Oper La cova dels orbs erstmals in Barcelona auf. Er wurde Professor für Musiktheorie am Conservatori del Liceu und von 1893 bis 1918 auch der Leiter dieser Einrichtung.
Er komponierte, arrangierte oder harmonisierte verschiedene Werke, um seinen Schülern am Konservatorium bei den Jahresabschlusskonzerten ein Podium zu bieten: Humorada für sechs Klaviere, El diablo en Ginebra (1895) für ein Streichensemble, Klavier und Harmonium und eine große Anzahl von Gesangsstücken wie Aprime d'amore (1893), La palma (1894), La salutación angélica (1896), Ni mai que l'hagués vist (1896), Cançó dels aucells (1898), La zíngara i Carta in Paquita (1899) und Balada Catalana (1903).
Francesc de Paula Sánchez hinterließ an Kompositionen Stücke für Gesang und Klavier, die er selbst mit dem Kunstwort „simfomeles“ (deutsch etwa: liedhafte Sinfonien) benannte, und sakrale Musikstücke. An musikwissenschaftlichen Werken hinterließ er eine „Musiktheorie“ (1888), eine „Abhandlung über Harmonie“ (1888 und 1899, in Zusammenarbeit mit Josep Ribera i Miró) sowie einen Traktat über die „Didaktik der Musik“.
Zu seinen Schülern gehören unter anderen Frank Marshall und Lluïsa Casagemas.

## Werke von Francesc de Paula Sánchez i Gavagnach
- zusammen mit Antonio Buyé:  Teoría de la música: técnica del arte, con ejemplos aclaratorios por el autor. Barcelona 1888, 1909.
- Historia de la música desde los primeros tiempos del cristianismo según los más célebres historiadores, sintetizada en forma de epítome., Barcelona 1896.
- zusammen mit Josep Ribera i Miró: Tratado de harmonia seguido de un breve compendio de melodia. Barcelona 1898, 1899